# 鄭璩
鄭璩（?—?），又作鄭據，魏郡黎陽县（今河南省浚县）人，东汉政治人物。
建初五年（80年），辟入司徒府，拜为侍御史，上疏皇帝：「臣斗筲之小吏，擢在察視之官，職任過分，當刺邪矯枉。」汉章帝下詔書明示官府：「鄭璩盡節剛正，亦何陵遲之有。賜鄭璩素六十匹。」于是顯名，轉任司隸校尉，奏免执金吾窦景。鄭璩為漢陽郡太守，以嚴刻著稱。建初八年（83年），汉章帝下詔使漢陽太守鄭據治梁竦之罪。